# Dark Sky Island
Dark Sky Island (от англ. „Остров на тъмното небе“) е осмият студиен албум на ирландската певица, композиторка и музикантка Еня, издаден международно на 20 ноември 2015 г. от музикалната компания Уорнър Брос. Рекърдс и в САЩ от Рипрайз Рекърдс. След издаването на предишния ѝ албум And Winter Came... през 2008 г. Еня не е сигурна за следващия ход в кариерата си и решава да си вземе пауза от музиката, която продължава три години. През пролетта на 2012 г. тя започва да пише и записва нов материал за нов албум с дългогодишните си сътрудници: продуцентът и аранжорът Ники Райън и съпругата му текстописката Рома Райън. Еня черпи вдъхновение за заглавната песен и албума от остров Сарк (част от Нормандските острови), който става първият остров, определен за резерват на тъмното небе (зона, обикновено около парк или обсерватория, ограничаваща замърсяването с изкуствена светлина), както и от поредица от стихотворения за острови от Рома Райън.
Албумът получава положителни отзиви от критиците и се радва на търговски успех след излизането си. Той достига № 4 в Класацията на албумите в Обединеното кралство – най-високата позиция на Еня в класацията след албума ѝ Paint the Sky with Stars (1997) и № 8 в Билборд 200 в Съединените щати. Творбата достига Топ 5 в други девет държави.
Еня популяризира албума си със световно медийно турне, което включва изпълнения на някои песни от него.
Албумът е номиниран за Награда „Грами“ за най-добър ню ейдж албум. Луксозното издание съдържа три допълнителни песни.

## Предистория и запис
След издаването на албума ѝ със зимна тематика And Winter Came... (2008) Еня не е сигурна за следващия ход в кариерата си. Сред вариантите, които обмисля, е да си вземе „истинска почивка“ от дейността, което решава и да направи и тя продължава три години. Изпълнителката чувства, че това е необходимо за нея и за музиката ѝ. През този период тя издава втория си албум с най-големи хитове The Very Best of Enya (2009) и прекарва времето си в пътувания, включително в посещения на Ирландия, Австралия и Франция, където купува нов дом по южното ѝ крайбрежие и го ремонтира. Еня също се свърза с дългогодишните си сътрудници – продуцентът и аранжорът Ники Райън и съпругата му – текстописката Рома Райън, за да обсъдят идеи за следващия албум и кога да започнат работа. На среща Рома представя на Еня колекция от стихове, които тя е написала за острови, едно от които е за остров Сарк в Ламанша, и говори за определянето му като първия остров, превърнал се в резерват на тъмното небе през 2011 г. Еня е вдъхновена от идеята да започне да пише нова музика, но трябва да изчака, докато ремонтните дейности в Студио „Еглъ“ (Aigle Studio) – домашното студио на сем. Райън в Килини, Графство Дъблин приключат. През май 2011 г. Райън обявяват, че работата по новия албум е започнала, като ранните планове за него включват оркестрови и хорови аранжименти, записани в Abbey Road Studios в Лондон, които така и не се реализират. През пролетта на 2012 г. Еня чувства, че е подходящ моментът да започне да записва. Тя казва, че албумът има за основна тема тази за пътуванията: „Пътувания до острова, през продължителността на живота, през историята, през емоциите и пътувания през големите океани“, но отрича, че това е концептуален албум.
Албумът е записан от 2012 до 2015 г. Еня и сем. Райън възприемат обичайния си метод на писане и запис за Dark Sky Island. Процесът започва с това, че Еня работи сама, записвайки идеи под формата на основни мелодии или скицирайки идеи на пианото. Тя идва в студиото в 10 часа сутрин и работи до около 18:00 часа, като има почивни дни. Еня е самоопределяща се като „много бавен писател“ и не си задава краен срок за изпълнение на определен брой песни. В случаи, когато след няколко седмици няма достатъчно силна идея, Ники я насърчава да продължи. Тя добавя: „Това е един ден по-близо до писането и намирането на това, което се опитвам да кажа и изразя в музиката.“ След като колекцията от идеи е записана, Еня ги представя на Ники и Рома, „за да видят [дали] разбират какво се опитвам да кажа [...], за да видим, емоционално, че усещат за какво е песента. И тогава знаем, че имаме песен за албума". Единадесетте парчета от албума плюс три бонус парчета са песни, които Еня е написала през 3-годишния период.

## Песни
Заглавната песен – едноименната Dark Sky Island е написана най-напред.
The Humming... („Тананикането...“) е песен, „която размишлява върху цикъла на Вселената и как промяната засяга всичко". Докато Еня работи върху музиката, има част, която започва да си тананика и решава да я запази като част с тананикане. Тя чете история, която Рома ѝ дава за най-ранния звук във Вселената. Той е тананикащ звук и за него Ники Райън казва, че е около 47 октави под най-ниския пиано ключ. Хората не чуват звука, докато учените не взимат информацията, събрана от космическия телескоп Планк и не я възпроизвеждат чрез аудио компресия и промяна на височината, което създава бръмчащ звук и дава на песента подходящото заглавие.
So I Could Find My Way („Така можах да намеря пътя си“) се развива в такт на валс и е композирана в тоналност ре мажор. Еня определя мелодията като „много емоционална“. Песента е посветена на починалата майка на Ники Райън Мона и темата ѝ за „майка продължаваща напред“ е „нещо доста универсално... Мислиш за това, което тя е оставила след себе си в живота ти. Това е, което винаги ще помниш. Какви бяха нейните истории, на какво се надяваше за теб; надявайки се, че ще намериш пътя си".
Even in the Shadows („Дори в сенките“) включва контрабас, свирен от ирландския рок и джаз музикант Еди Лий. Лий е член на Those Nervous Animals от Слайго, Ирландия, които през 1980-те години са колеги по лейбъл с лейбъла Тара Мюзик на Кланад – семейната група на семейството на Еня; самата Еня е член на Кланад от 1980 до 1982 г.
В албума има две песни, които включват текстове на локсиански език, създаден от Рома Райън, за първи път след албума Amarantine (2005). Тези песни се фокусират по-специално върху междугалактическото пътуване и отвъдните и футуристични приказки, за които Рома Райън използва локсиански език заедно с нелоксианската Astra et Luna.
Echoes in Rain („Ехо в дъжда“) е в минорна гама, по-специално във фа диез минор, и има „маршируващ ритъм, празнуващ края на пътуването“. Песента включва основан на пиано бридж, подобен на соловите пиано парчета на Еня от по-ранните ѝ албуми. Вокалите на Еня обхващат две октави от B2 до E5. Текстовете описват чувствата от дълго пътуване до дома през нощта и през деня, като стиховете описват подробно как околната среда и емоциите се променят по време на пътуването. Това е последната песен, написана за албума.
I Could Never Say Goodbye („Никога не бих могла да кажа „довиждане“) е ирландска оплаквателна песен с „рядка, химнова аранжировка“.
Sancta Maria („Света Мария“) съчетава синтезатори и класически инструменти.

## Промоция
Албумът е обявен от Еня на нейния уебсайт през септември 2015 г. Заглавието, първият сингъл и списъкът с песни са обявени на 7 октомври 2015 г. Наред със стандартните и с луксозните издания в цифров формат е предоставено и издание на плоча, което е първото такова издание на певицата след преиздаването на едноименния ѝ албум Enya през 1992 г.
В седмиците преди излизането на албума различните официални социални медии на Еня публикуват интервюта с нея и с текстописката ѝ Рома Райън, визуализации на албума, ексклузивни снимки и „задкулисни моменти“, клипове с текст и нормални музикални клипове, и информация за ексклузивните ранни издания на песните от албума на АйТюнс. Това е първото използване на социалните медии за популяризиране на музиката на изпълнителката, както и използването им за предоставяне на феновете на ексклузивна официална информация и съдържание.
Започвайки промоционалното пътуване за Dark Sky Island, самата Еня първоначално популяризира албума си във Великобритания и Ирландия, като е интервюирана за в. „Айриш Таймс“, преди да гостува в телевизионната програма Lorraine и в радиопрограмата на Би Би Си Front Row на 19 ноември 2015 г. по BBC Radio 4, както и в други големи радио предавания като The Chris Evans Breakfast Show по BBC Radio 2 и шоуто на Джери Кери по BBC Radio Ulster в деня на издаване на албума.
След това тя популяризира албума по целия свят с интервюта в Япония и САЩ по новините и в сутрешния телевизионен блок. На 13 декември 2015 г. певицата прави изненадващо изпълнение на коледното шоу на Юнивърсъл Студиъс Япония в Осака на две песни: Orinoco Flow и Echoes in Rain. Тя го нарича „подарък изненада" за японските фенове и прави комплимент за грандиозните тържества на този ден. На 18 януари 2016 г. Еня е интервюирана от Ръсел Дейвис в радиопредаването The Art of Artists по BBC Radio 2. На 2 март 2016 г. е интервюирана от Саймън Мейо в предаването Simon Mayo Drivetime по BBC Radio 2, преди което гостува в британската телевизионна програма по ITV This Morning. За да популяризира албума в Съединените щати, Еня изпълнява песните Echoes in the Rain в американското токшоу Live! with Kelly and Michael и Even in the Shadows в сутрешното шоу Good Day New York по WNYW Fox 5, и е интервюирана в стрийминг мрежата HuffPost Live. На 7 април 2016 г. тя изпълнява Echoes in Rain на наградите Ехо за 2016 г.

## Издаване
Албумът е издаден на компактдиск и за дигитално сваляне на 20 ноември 2015 г. Издаден е и на плоча на 18 декември 2015 г.
Издадени са два промоционални сингъла от албума. So I Could Find My Way е издаден дигитално на 30 октомври 2015 г. Неговото музикално видео, пуснато на 6 ноември, представя Еня, която пее в Chapel Royal Church в Дъблин с женски струнен ансамбъл и хор. The Humming... е издаден дигитално на 13 ноември с придружаващо видео само с текст, пуснато същия ден.
Dark Sky Island влиза в Класацията за албуми на Обединеното кралство под № 4, като е най-високо класиралият се албум на Еня от Paint the Sky with Stars (1997). В Съединените щати албумът дебютира под № 8 в Билборд 200. Той продава 46 хил. копия през първата седмица на издаване.
Dark Sky Island завърши 2015 г. като 40-ият най-продаван албум на годината с продажби от 900 хил. копия по целия свят.

## Прием
Албумът получава предимно положителни отзиви от музикалните критици.
В Метакритик, който дава стандартна оценка от 100 на рецензиите на масовите критици, албумът получава средна оценка от 78, което показва „като цяло благоприятни отзиви“, базирани на 8 рецензии.
В рецензията си за Олмюзик Тимъти Монгър оценява албума с четири звезди от пет. Той пише, че албумът „има всички тематични и звукови отличителни белези, типични за издание на Еня, но със значително повече акценти, отколкото в двете ѝ предишни произведения“ и посичва The Humming като „една от най-силните парчета, които прави от десетилетия и то прилича на тъмен братовчед на шедьовъра ѝ от 1991 г. Caribbean Blue. Той обобщава, че албумът „успява да впрегне част от силата и креативността на ранните дни на Еня и го съчетава както с увереността, така и със сенките на възрастта“.
Във в. „Ландън Ивнинг Стандарт“ Джон Ейзлууд дава същата оценка на албума, наричайки го „великолепен във всеки смисъл“ с „песни, изградени от слой след слой вокали... слой след слой инструменти и слой след слой луксозна, издигаща, безспорно духовна топлина".
Сиобан Кейн от в. „Айриш Таймс“ оценява албума с четири звезди от пет, като хвали вокалната сила на Еня, „която успява да бъде едновременно крехка и силна“ в So I Could Find My Way. Той обобщава, че албумът е „подхранващ и потапящ“.
Брад Нелсън в рецензията си за уебсайта Pitchfork оприличава албума на това „да бъдеш прегърнат от въздуха“ и казва с „известна увереност“, че Dark Sky Island е най-добрият албум на Еня след The Memory of Trees (1995), издаден преди почти двадесет години; той дава положителна оценка: 7,1 от 10. Той хвали Еня за това, че „донякъде се отклони от нейната естетика“ и изтъква песента Even in the Shadows като отличен пример, като я нарича „една от най-добрите [песни] в албума“.

## Списък с песни
Цялата музика е на Еня. Текстът е на Рома Райън. Всички песни са продуцирани от Ники Райън.
| Dark Sky Island – Стандартно издание | Dark Sky Island – Стандартно издание | Dark Sky Island – Стандартно издание | Dark Sky Island – Стандартно издание | Dark Sky Island – Стандартно издание | Dark Sky Island – Стандартно издание | Dark Sky Island – Стандартно издание | Dark Sky Island – Стандартно издание | Dark Sky Island – Стандартно издание | Dark Sky Island – Стандартно издание |
| №                                    | Име                                  | Време                                |                                      |                                      |                                      |                                      |                                      |                                      |                                      |
| ------------------------------------ | ------------------------------------ | ------------------------------------ | ------------------------------------ | ------------------------------------ | ------------------------------------ | ------------------------------------ | ------------------------------------ | ------------------------------------ | ------------------------------------ |
| 1.                                   | The Humming                          | 3:42                                 |                                      |                                      |                                      |                                      |                                      |                                      |                                      |
| 2.                                   | So I Could Find My Way               | 4:25                                 |                                      |                                      |                                      |                                      |                                      |                                      |                                      |
| 3.                                   | Even in the Shadows                  | 4:13                                 |                                      |                                      |                                      |                                      |                                      |                                      |                                      |
| 4.                                   | The Forge of the Angels              | 5:12                                 |                                      |                                      |                                      |                                      |                                      |                                      |                                      |
| 5.                                   | Echoes in Rain                       | 3:33                                 |                                      |                                      |                                      |                                      |                                      |                                      |                                      |
| 6.                                   | I Could Never Say Goodbye            | 3:28                                 |                                      |                                      |                                      |                                      |                                      |                                      |                                      |
| 7.                                   | Dark Sky Island                      | 4:56                                 |                                      |                                      |                                      |                                      |                                      |                                      |                                      |
| 8.                                   | Sancta Maria                         | 3:50                                 |                                      |                                      |                                      |                                      |                                      |                                      |                                      |
| 9.                                   | Astra et Luna                        | 3:20                                 |                                      |                                      |                                      |                                      |                                      |                                      |                                      |
| 10.                                  | The Loxian Gate                      | 3:33                                 |                                      |                                      |                                      |                                      |                                      |                                      |                                      |
| 11.                                  | Diamonds on the Water                | 3:33                                 |                                      |                                      |                                      |                                      |                                      |                                      |                                      |
| 43:45                                |                                      |                                      |                                      |                                      |                                      |                                      |                                      |                                      |                                      |

| Dark Sky Island – Луксозно издание | Dark Sky Island – Луксозно издание | Dark Sky Island – Луксозно издание | Dark Sky Island – Луксозно издание | Dark Sky Island – Луксозно издание | Dark Sky Island – Луксозно издание | Dark Sky Island – Луксозно издание | Dark Sky Island – Луксозно издание | Dark Sky Island – Луксозно издание | Dark Sky Island – Луксозно издание |
| №                                  | Име                                | Време                              |                                    |                                    |                                    |                                    |                                    |                                    |                                    |
| ---------------------------------- | ---------------------------------- | ---------------------------------- | ---------------------------------- | ---------------------------------- | ---------------------------------- | ---------------------------------- | ---------------------------------- | ---------------------------------- | ---------------------------------- |
| 12.                                | Solace                             | 3:56                               |                                    |                                    |                                    |                                    |                                    |                                    |                                    |
| 13.                                | Pale Grass Blue                    | 3:33                               |                                    |                                    |                                    |                                    |                                    |                                    |                                    |
| 14.                                | Remember Your Smile                | 2:57                               |                                    |                                    |                                    |                                    |                                    |                                    |                                    |
| 54:11                              |                                    |                                    |                                    |                                    |                                    |                                    |                                    |                                    |                                    |

## Състав
Музика
- Еня – вокали, инструменти, миксиране
- Еди Лий – контрабас в Even in the Shadows

Продукция
- Рома Райън – текстове, локсиански език, шрифт
- Ники Райън – аранжимент, инженер, миксиране, концепция за обложката на албума
- Дик Бийтъм – мастеризиране в 360 Mastering в Хейстингс
- Даниел Поли – дигитален съветник, техник
- Саймън Фаулър – концепция за обложката на албума, фотография
- Ричард Уеланд – оформление на брошурата
- Майкъл Уитъм – комисар

## Класации
| Класации (1995–96)                                        | Макс. позиция |
| --------------------------------------------------------- | ------------- |
| Австралийска класация на албумите (ARIA)                  | 8             |
| Австрийска класация на албумите (Ö3 Austria)              | 8             |
| Белгийска класация на албумите ((Ultratop Фландрия)       | 3             |
| Белгийска класация на албумите ((Ultratop Валония)        | 3             |
| Канадска класация на албумите (Billboard)                 | 6             |
| Хърватска класация на албумите (Toplista)                 | 16            |
| Чешка класация на албумите (ČNS IFPI)                     | 6             |
| Датска класация на албумите (Hitlisten)                   | 21            |
| Нидерландска класация на албумите (Album Top 100)         | 5             |
| Финландска класация на албумите (Suomen virallinen lista) | 23            |
| Френска класация на албумите (SNEP)                       | 31            |
| Немска класация на албумите (Offizielle Top 100)          | 3             |
| Гръцка класация на албумите (IFPI Greece)                 | 66            |
| Унгарска класация на албумите (Mahasz)                    | 4             |
| Ирландска класация на албумите (IRMA)                     | 7             |
| Италианска класация на албумите (FIMI)                    | 8             |
| Японска класация на албумите (Oricon)                     | 17            |
| Новозеландска класация на албумите (RMNZ)                 | 8             |
| Норвежка класация на албумите (VG-lista)                  | 13            |
| Полска класация на албумите (ZPAV)                        | 14            |
| Портогалска класация на албумите (AFP)                    | 13            |
| Руска класация на албумите (2M)                           | 5             |
| Шотландска класация на албумите (OCC)                     | 7             |
| Испанска класация на албумите (PROMUSICAE)                | 12            |
| Шведска калсация на албумите (Sverigetopplistan)          | 22            |
| Швейцарска класация на албумите (Schweizer Hitparade)     | 2             |
| Британска класация на албумите (OCC)                      | 4             |
| Американска Билборд 200                                   | 8             |

| Класации (1991)                                       | Позиция |
| ----------------------------------------------------- | ------- |
| Австралийска класация на албумите (ARIA)              | 50      |
| Белгийска класация на албумите (Ultratop Фландрия)    | 48      |
| Белгийска класация на албумите (Ultratop Валония)     | 59      |
| Нидерландска класация на албумите (MegaCharts)        | 20      |
| Френска класация на албумите (SNEP)                   | 160     |
| Немска класация на албумите (Official Top 100)        | 36      |
| Унгарска класация на албумите (MAHASZ)                | 15      |
| Италианска класация на албумите (FIMI)                | 99      |
| Испанска класация на албумите (Promusicae)            | 89      |
| Швейцарска класация на албумите (Schweizer Hitparade) | 63      |
| Класация на албумите на Обед. кралство (OCC)          | 29      |

| Класации (2006)                                       | Позиция |
| ----------------------------------------------------- | ------- |
| Белгийска класация на албумите (Ultratop Flanders)    | 39      |
| Белгийска класация на албумите (Ultratop Wallonia)    | 40      |
| Унгарска класация на албумите (MAHASZ)                | 32      |
| Швейцарска класация на албумите (Schweizer Hitparade) | 41      |
| Класация на ню ейдж албумите (Billboard) САЩ          | 1       |
| Билборд 200 САЩ                                       | 191     |

- Албумът става № 1 в Класацията на сп. Билборд „Топ Ню ейдж албуми“ за 10 последователни седмици след излизането си.[67]

## Сертификати и продажби
| Регион | Сертификат | Брой продажби |
| --- | ---------- | ------------- |
| Австралия (ARIA) | Златен     | 35 хил.^      |
| Белгия (BEA) | Златен     | 15 хил.*      |
| Канада (Music Canada) | Златен     | 40 хил.^      |
| Германия (BVMI) | Златен     | 100 хил.x     |
| Унгария (MAHASZ) | Платинен   | 2000^         |
| Япония | –          | 50 хил.       |
| Нова Зеландия (RMNZ) | Златен     | 7500^         |
| Швейцария (IFPI Switzerland) | Златен     | 10 хил.^      |
| Южна Корея |            | 925           |
| Обединено кралство (BPI) | Златен     | 100 хил.*     |
| Обобщение |            |               |
| По света | –          | 900 хил.      |
| * Данни за продажбите се основават само на сертифициране. ^ Данните за пратките се основават само на сертифициране. x Данни за стрийминга и продажбите въз основа само на сертифициране. |            |               |

## История на издаване
| Регион   | Дата             | Формат               | Лейбъл               | Бел.   |
| -------- | ---------------- | -------------------- | -------------------- | ------ |
| Различни | 20 ноември 2015  | CD дигитално сваляне | Уорнър Брос. Рипрайз | [ 68 ] |
| Различни | 18 декември 2015 | LP                   | Уорнър Мюзик Рипрайз | [ 69 ] |